# Jack Raine
Thomas Foster „Jack“ Raine (* 18. Mai 1897 in Hendon, Middlesex, England; † 30. Mai 1979 in South Laguna, Kalifornien, Vereinigte Staaten) war ein englischer Theater-, Fernseh- und Filmschauspieler.
Raine war in den späten 1920er und den frühen 1930er Jahren einer der führenden Männer des britischen Kinos. Danach spielte er mehr Nebenrollen und wurde zum Charakterschauspieler. Einer seiner letzten britischen Filme war eine seltene Co-Hauptrolle dieser Ära in dem B-Movie No Way Back (1949) neben Terence De Marney.
Wie viele britische Schauspieler in den 1950er Jahren zog er nach Hollywood und beendete dort seine Karriere, die bis in die 1970er Jahre andauerte, mit Charakterrollen.
Er war von 1924 bis zu ihrer Scheidung 1934 mit der Musicaldarstellerin Binnie Hale verheiratet. Anschließend war er mit Sonia Phyllis Bellamy und dann mit Theodora Moreau Wilson verheiratet.

## Filmographie (Auswahl)
- 1929: Piccadilly – Nachtwelt (Piccadilly)
- 1929: The Hate Ship
- 1930: Raise the Roof
- 1930: Harmony Heaven
- 1930: Suspense
- 1930: Night Birds
- 1930: The Middle Watch
- 1930: Comets
- 1932: Fires of Fate
- 1932: Her Night Out
- 1933: The Ghoul
- 1933: Two Wives for Henry
- 1933: The House of Trent
- 1933: The Fortunate Fool
- 1933: Out of the Past
- 1934: Important People
- 1934: Love, Life and Laughter
- 1934: Dangerous Ground
- 1934: Red Ensign
- 1934: Little Friend
- 1934: Lilies of the Field
- 1935: Mimi
- 1935: Royal Cavalcade
- 1935: The Clairvoyant
- 1938: Double or Quits
- 1938: Meet Mr. Penny
- 1938: Life of St. Paul
- 1940: For Freedom
- 1940: Girl in the News
- 1940: Neutral Port
- 1940: Sailors Don’t Care
- 1945: I Didn’t Do It
- 1946: Der grüne Finger (Send for Paul Temple)
- 1947: Just William’s Luck
- 1947: Holiday Camp
- 1947: Mine Own Executioner
- 1948: Easy Money
- 1948: Just William’s Luck
- 1948: Good-Time Girl
- 1948: Wer ist Rex? (Calling Paul Temple)
- 1948: My Brother’s Keeper
- 1948: The Story of Shirley Yorke
- 1948: Quartet
- 1949: No Way Back
- 1952: Holiday for Sinners
- 1952: Die Legion der Verdammten (Les Misérables)
- 1952: Mein Sohn entdeckt die Liebe (The Happy Time)
- 1952: Das Schiff der Verurteilten (Botany Bay)
- 1952: Die letzte Entscheidung (Above and Beyond)
- 1953: Rogue’s March
- 1953: War es die große Liebe? (The Story of Three Loves)
- 1953: Die Wüstenratten (The Desert Rats)
- 1953: Julius Caesar
- 1953: Die Thronfolgerin (Young Bess)
- 1953: Die Wasserprinzessin (Dangerous When Wet)
- 1954: Symphonie des Herzens (Rhapsody)
- 1954: Elefantenpfad (Elephant Walk)
- 1954: Bengal Brigade
- 1954: Der silberne Kelch (The Silver Chalice)
- 1955: König der Schauspieler (Prince of Players)
- 1955: Unterbrochene Melodie (Interrupted Melody)
- 1955: Treffpunkt Hongkong (Soldier of Fortune)
- 1955: Das Schloß im Schatten (Moonfleet)
- 1955: … und nicht als ein Fremder (Not as a Stranger)
- 1955: How to Be Very, Very Popular
- 1955: The Girl in the Red Velvet Swing
- 1956: Zwischen Himmel und Hölle (D-Day the Sixth of June)
- 1956: Die Macht und ihr Preis (The Power and the Prize)
- 1957: Die große Liebe meines Lebens (An Affair to Remember)
- 1957: Zeugin der Anklage (Witness for the Prosecution)
- 1959: Der Zwang zum Bösen (Compulsion)
- 1959: Woman Obsessed
- 1962: Taras Bulba
- 1964: My Fair Lady
- 1964: Nur für Offiziere (The Americanization of Emily)
- 1965: Bitte nicht stören! (Do Not Disturb)
- 1966: Derek Flint schickt seine Leiche (Our Man Flint)
- 1966: Überfall auf die Queen Mary (Assault on a Queen)
- 1967: Doctor Dolittle
- 1968: The Killing of Sister George
- 1969: Hello, Dolly!
- 1971: Scandalous John
- 1971: Die tollkühne Hexe in ihrem fliegenden Bett (Bedknobs and Broomsticks)